# Sakamichi no Apollon
Sakamichi no Apollon (jap. 坂道のアポロン, Sakamichi no Aporon, dt. „Der Apollon vom Hang“) ist eine von Yuki Kodama gezeichnete Mangaserie und wurde im Shōjo-Manga-Magazin Flowers des Verlages Shogakukan publiziert. Sie wurde 2012 als Anime-Fernsehserie adaptiert, deren englischer Titel Kids on the Slope lautet.

## Handlung
Kaoru Nishimi (西見 薫) muss auf Grund der Arbeitssituation seines Vaters im Sommer 1966 von Yokosuka nach Sasebo in Kyushu zu seiner Tante väterlicherseits ziehen. Dort lernt er unter anderem den energischen Sentarō Kawabuchi (川渕 千太郎) und dessen Sandkastenfreundin Ritsuko Mukae (迎 律子) kennen. Als Sentarō erfährt, dass Kaoru Klavier spielen kann drängt dieser den eher zurückgezogenen Kaoru dazu mit ihm im Keller des Schallplattenladens von Ritsukos Vater Jazz zu spielen. Dieser Idee kann Kaoru am Anfang nicht viel abgewinnen, da dieser bis zu diesem Zeitpunkt als Lebensinhalt die schulische Bildung sah und Jazz als barbarisch betrachtete. Jedoch kann Kaoru im Laufe der Zeit immer mehr dem Jazz abgewinnen und freundet sich unter anderem mit Sentarō an und verliebt sich in Ritsuko. Diese weist ihn jedoch ab, da sie in Sentarō verliebt ist.

## Anime
2012 wurde der Manga von MAPPA und Tezuka Productions unter Regie von Shin’ichirō Watanabe als Anime-Fernsehserie verfilmt.
Die Erstausstrahlung der insgesamt 12 Folgen erfolgte vom 13. April bis 29. Juni 2012 kurz nach Mitternacht (und damit am vorigen Fernsehtag) im noitaminA-Programmblock auf Fuji TV. Mit bis zu einer Woche Versatz folgten weitere Sender des Fuji Network Systems (FNS), wie Tōkai TV, Saga TV, TV Nishi-Nippon, Sakuranbo TV, Akita TV, Kagoshima TV, TV Kumamoto, Fukushima TV, TV Shin-Hiroshima, TV Ehime, Niigata Sōgō TV, Sendai Hōsō, Kansai TV, Iwate Menkoi TV, TV Shizuoka und TV Nagasaki, sowie ab 29. April landesweit per Satellit auf BS Fuji und ab 20. August 2012 auf Hokkaidō Bunka Hōsō.
Auf dem 16. Japan Media Arts Festival wurde die Serie von der Jury als „besonders sehenswert“ ausgezeichnet.
Als Vorspannlied wurde das Lied Playball gesungen und getextet von YUKI verwendet als Abspannlied wählte man Altair gesungen und getextet von Motohiro Hata aus. Die Musik stammt wie der Soundtrack von Yōko Kanno, die bereits mit Regisseur Watanabe an einer früheren Jazzlastigen Serie, Cowboy Bebop, zusammenarbeitete.

### Synchronisation
| Rolle             | japanischer Sprecher (Seiyū) |
| ----------------- | ---------------------------- |
| Kaoru Nishimi     | Ryōhei Kimura                |
| Sentarō Kawabuchi | Yoshimasa Hosoya             |
| Ritsuko Mukae     | Yūka Nanri                   |

### Episodenliste
Die Namen der jeweiligen Folgen sind bekannten Jazzstücken entnommen worden.
| Folge | Titel                        | Originalinterpret                                                  |
| ----- | ---------------------------- | ------------------------------------------------------------------ |
| 1     | Moanin’                      | Art Blakey and the Jazz Messengers                                 |
| 2     | Summertime                   | George Gershwin                                                    |
| 3     | Some Day My Prince Will Come | Frank Churchill/Dave Brubeck                                       |
| 4     | But Not for Me               | George Gershwin                                                    |
| 5     | Lullaby of Birdland          | George Shearing                                                    |
| 6     | You Don’t Know What Love Is  | Don Raye/Gene De Paul                                              |
| 7     | Now’s the Time               | Charlie Parker/Miles Davis/Dizzy Gillespie Curly Russell/Max Roach |
| 8     | These Foolish Things         | Harry Link/Jack Strachey/Holt Marvell                              |
| 9     | Love Me or Leave Me          | Walter Donaldson/Gus Kahn                                          |
| 10    | In a Sentimental Mood        | Duke Ellington/Irving Mills/Manny Kurtz                            |
| 11    | Left Alone                   | Mal Waldron                                                        |
| 12    | All Blues                    | Miles Davis                                                        |

## Veröffentlichungen

### Printmedien

#### Manga
Das Manga erschien ab der Ausgabe 11/2007 vom 28. September 2007 bis zur Ausgabe 3/2012 vom 28. Januar 2012 im Shōjo-Manga-Magazin Flowers. Vom 25. April 2008 bis 26. April 2012 wurden die Kapitel in 9 Sammelbänden (Tankōbon) beim Shogakukan-Verlag zusammengefasst:
- 坂道のアポロン1. 25. April 2008, ISBN 978-4-09-131670-7.
- 坂道のアポロン2. 10. Oktober 2008, ISBN 978-4-09-132174-9.
- 坂道のアポロン3. 10. März 2009, ISBN 978-4-09-132268-5.
- 坂道のアポロン4. 10. August 2009, ISBN 978-4-09-132626-3.
- 坂道のアポロン5. 08. Januar 2010, ISBN 978-4-09-133019-2.
- 坂道のアポロン6. 10. Juni 2010, ISBN 978-4-09-133198-4.
- 坂道のアポロン7. 10. Februar 2011, ISBN 978-4-09-133650-7 (normale Ausgabe), ISBN 978-4-09-159087-9 (limitierte Ausgabe mit beigefügter Postkarte)
- 坂道のアポロン8. 10. November 2011, ISBN 978-4-09-134115-0.
- 坂道のアポロン9. 26. April 2012, ISBN 978-4-09-134465-6.

Daneben erschienen noch folgende Spezialausgaben:
- 坂道のアポロン Official Fan Book (フラワーコミックス〔スペシャル〕). 9. November 2012, ISBN 978-4-09-134829-6.
- 坂道のアポロン BONUS TRACK サントラCD付 特別版. 9. November 2012, ISBN 978-4-09-159113-5, mit Soundtrack-CD
- 坂道のアポロン BONUS TRACK; 9. November 2012, ISBN 978-4-09-134793-0.

#### Diverse
- ピアノピース 坂道のメロディ/アルタイル アニメ「坂道のアポロン」から. 06. August 2012, ISBN 978-4-86414-461-2, Notensammlung
- 坂道のアポロン オフィシャルログブック. 25. September 2012, ISBN 978-4-05-405482-0, Official Logbook

### DVD/Blu-ray Disc
- 坂道のアポロン 第1巻. 27. Juli 2012, JAN 4988104071811, Folgen 1–3
- 坂道のアポロン 第2巻. 22. August 2012, JAN 4988104071828, Folgen 4–6
- 坂道のアポロン 第3巻. 28. September 2012, JAN 4988104071835, Folgen 7–9
- 坂道のアポロン 第4巻. 19. Oktober 2012, JAN 4988104071842, Folgen 10–12

### CD
Zum Manga erschien am 16. September 2009 der Sakamichi no Apollon: Original Soundtrack (坂道のアポロン オリジナル・サウンドトラック) und zum Anime am 25. April 2012 der Anime „Sakamichi no Apollon“: Original Soundtrack (アニメ「坂道のアポロン」オリジナル・サウンドトラック), sowie der Anime „Sakamichi no Apollon“: Original Soundtrack: more & rare. (アニメ「坂道のアポロン」オリジナル・サウンドトラック プラス more & rare) am 25. Juli 2012.
Daneben wurde am 22. August 2012 der Zusammenschnitt des Webradios als Anime „Sakamichi no Apollon – Mukae Record / Chika Stage Tsūshin“ Radio CD Vol.1 (アニメ「坂道のアポロン~ムカエレコード・地下スタ通信~」ラジオCD Vol.1) veröffentlicht.

## Rezeption
Der Manga wurde mit dem Shōgakukan-Manga-Preis von 2011 ausgezeichnet. Den Anime nennt die deutsche Zeitschrift AnimaniA eine „hochwertig animierte Geschichte über Freundschaft, Musik und die erste Liebe“. Besonders Wert gelegt habe man auf den authentischen Soundtrack, der zusammen mit den „unplugged klingenden“ Vor- und Abspannliedern zur Geschichte in den 1960er Jahren passe. Die Handlung biete zwar nur „alltägliche Dramatik“, ziehe den Zuschauer aber „rasch und tief in ihren Bann“.